# Schätzgütemaße für ordinale Insolvenzprognosen
Schätzgütemaße für ordinale Insolvenzprognosen messen die Qualität ordinaler Insolvenzprognosen.  Ordinale Insolvenzprognosen sind Prognosen über die relativen Ausfallwahrscheinlichkeiten der bewerteten Unternehmen wie „Unternehmen Y fällt mit größerer Wahrscheinlichkeit aus als Unternehmen X aber mit geringerer Wahrscheinlichkeit als Unternehmen Z“.
Zwar könnten ordinale Insolvenzprognosen theoretisch beliebig differenziert sein, in der Praxis haben sich aber ordinale Ratingsysteme durchgesetzt, die ihre Ergebnisse auf eine diskreten, 7- oder 17-stufigen Skala in einer von Standard & Poor’s (S&P) übernommenen Notation kommunizieren.

## Bedeutung ordinaler Schätzgütemaße
Auch wenn ordinale Insolvenzprognosen allgemeiner als kategoriale Insolvenzprognosen sind, genügen für die meisten Anwendungen keine nur vergleichenden Aussagen über das relative Ausfallrisiko von Unternehmen. Benötigt werden vielmehr auch quantitative Ausfallprognosen, beispielsweise um angeben zu können, ob eine Risikoprämie von 1,5 % p. a. für einen endfälligen, unbesicherten und vorrangigen Kredit mit drei Jahren Laufzeit bei einem Unternehmen angemessen ist, dessen Ratingeinstufung besagt, dass es „derzeit die Fähigkeit hat, seinen finanziellen Verpflichtungen nachzukommen. Allerdings würden ungünstige Geschäfts-, Finanz- oder gesamtwirtschaftliche Bedingungen vermutlich seine Fähigkeiten und Bereitschaft seinen finanziellen Verpflichtungen nachzukommen beeinträchtigen“.

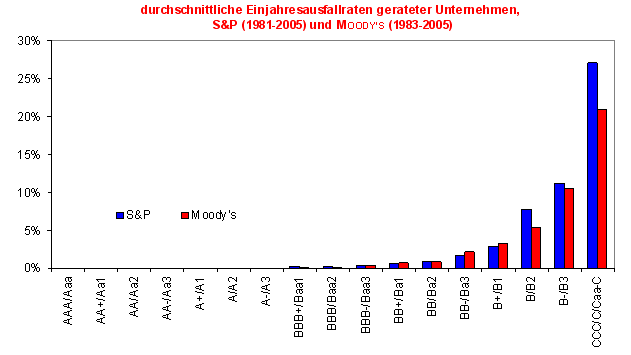
Durchschnittliche historische Einjahresausfallraten nach modifizierten Ratingklassen gemäß Standard and Poor's (1981–2005) und Moody's (1983–2005), Quelle: S&P (2006, S. 18), Moody's (2006, S. 35)

Trotzdem lohnt sich die Auseinandersetzung mit Schätzgütemaßen für ordinale Insolvenzprognosen:
- Sie entsprechen von der Intention her dem, was die Ratingagenturen zu liefern versprechen.[7][8]

- Sie stellen mittlerweile eine dominante Methode zur Beurteilung der Qualität von Ratingergebnissen dar.[9]

- Es existieren zahlreiche Möglichkeiten der grafischen Darstellung für die ordinale Schätzgüte von Ratingsystemen, was auch die Kommunizierbarkeit der aus diesen Darstellungen abgeleiteten Kennzahlen erleichtert.

- Eine hohe Trennschärfe, wie sie durch Gütemaße für ordinale Insolvenzprognosen gemessen wird, ist auch für die Qualität kardinaler Insolvenzprognosen wichtig – und zwar wichtiger als eine korrekte Kalibrierung. Es ist leichter, „richtige“ (kalibrierte) als trennscharfe Ausfallwahrscheinlichkeiten zu generieren.[10][11]

- Beim empirischen Vergleich verschiedener Ratingverfahren auf Basis identischer Stichproben entspricht die Reihenfolge der Güte der einzelnen Verfahren gemäß ordinaler Schätzgütemaße häufig auch der Reihenfolge der Güte bei Zugrundelegung kardinaler Schätzgütemaße.[12] Somit scheinen Qualitätsunterschiede verschiedener Verfahren weniger in einer unterschiedlich guten Befähigung zur Abgabe kalibrierter Ausfallprognosen zu liegen, was nur für kardinale Gütemaße relevant ist, sondern in einer unterschiedlich guten Befähigung zur Abgabe trennscharfer Prognosen, was sowohl für ordinale als auch kardinale Schätzgütemaße relevant ist.

- Für diejenigen Aspekte kardinaler Insolvenzprognosen, die nicht bereits mit dem Instrumentarium, das für die Beurteilung ordinaler Insolvenzprognosen entwickelt wurde, gemessen werden können, insbesondere für den Aspekt der Kalibrierung von Insolvenzprognosen, stehen derzeit keine aussagekräftigen Testverfahren zur Verfügung – wenn die Ausfallwahrscheinlichkeiten der verschiedenen Unternehmen nicht unkorreliert sind.[13][14] Die tatsächliche Relevanz dieses theoretischen Einwands ist jedoch noch umstritten. Es existieren empirische Hinweise darauf, dass die entsprechenden im Rahmen von Basel II unterstellten segmentspezifischen Korrelationsparameter um den Faktor 15 bis 120 (im Durchschnitt rund 50) zu hoch angesetzt werden.[15]

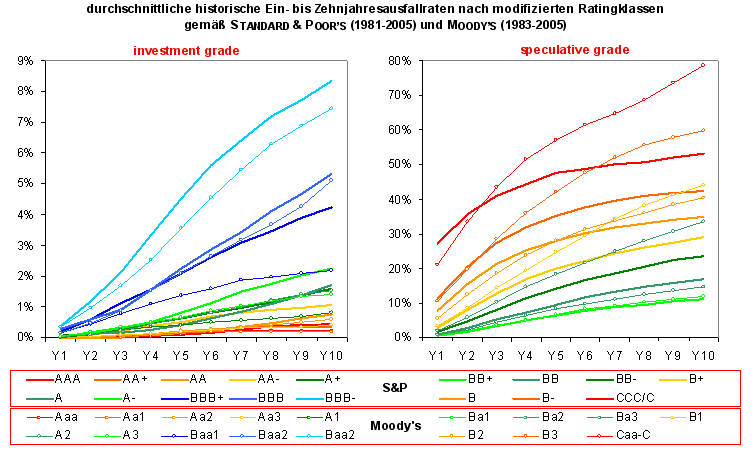
Durchschnittliche historische kumulierte Ein- bis Zehnjahresausfallraten nach modifizierten Ratingklassen gemäß Standard and Poor's (1981–2005) und Moody's (1983–2005) Quelle: S&P (2006, S. 18), Moody's (2006, S. 35)

Auch wenn die Ratingagenturen ex-ante mit den von ihnen vergebenen, ordinalen Ratingnoten keine kardinalen Ausfallprognosen für irgendeinen spezifizierten Zeitraum abgeben wollen, demonstrieren sie die Güte ihrer Ratingeinschätzungen u. a. mit deren Fähigkeit, Unternehmen mit deutlich unterschiedlichen, monoton steigenden Ausfallhäufigkeiten identifizieren zu können (siehe die beiden folgenden Abbildungen für die durchschnittlichen ratingklassenspezifischen Ein- und Mehrjahresausfallraten nach S&P und Moody’s).
Die beiden Abbildung zeigen, dass die Ratingagenturen in der Lage waren, mit ihren ex-ante vergebenen Ratingnoten, ex-post Gruppen von Unternehmen mit sehr unterschiedlichen realisierten Ausfallquoten zu separieren.
Dies ist eine notwendige Voraussetzung, um trennscharfe Ausfallprognosen treffen zu können, aber keine hinreichende. Kompatibel mit den Darstellungen in obigen Abbildungen wären beispielsweise die folgenden Extremfälle:
- Extremfall I: Das Ratingsystem ordnet fast alle Unternehmen in eine mittlere Ratingstufe (siehe die erste Abbildung) ein, beispielsweise BB, bzw. Ba2, und nur sehr wenige Unternehmen in andere Ratingstufen.
- Extremfall II: Das Rating ordnet fast alle Unternehmen in die extremen Ratingstufen, d. h. entweder AAA oder CCC/C, ein und nur wenige in die mittleren Ratingstufen.

Im Fall I wäre das Rating nahezu wertlos, da es praktisch keine Differenzierung zwischen den verschiedenen Schuldnern erlaubte. Im Fall II hingegen wäre der Informationsnutzen erheblich: das Rating würde stets „extreme Prognosen“ stellen – also entweder eine extrem niedrige oder eine extrem hohe Ausfallwahrscheinlichkeit vorhersagen – und die Prognosen würden meist zutreffen – einem AAA-Rating würde innerhalb eines Jahres fast nie und einem CCC/C-Rating würde zumindest in 25 %–30 % aller Fälle ein Ausfall folgen.
Um die ordinale Qualität eines Ratingsystems zu bestimmen, müssen somit nicht nur die ratingklassenspezifischen Ausfallquoten bekannt sein, sondern auch die Verteilung der Unternehmen auf die einzelnen Ratingklassen.

## Grafische Schätzgütebestimmung
Die Fähigkeit eines Ratingsystems, „gute“ und „schlechte“ Schuldner mit großer Zuverlässigkeit zu trennen, kann durch ROC- oder CAP-Kurven (cumulative accuracy profile) visualisiert und durch verschiedene hierauf basierende und ineinander überführbare Kennzahlen quantifiziert werden. Weitere Bezeichnungen für ROC- oder CAP-Kurven sind Aufklärungsprofil, Powerkurve, Lorenzkurve, Ginikurve, lift-curve, dubbed-curve oder ordinal dominance graph.

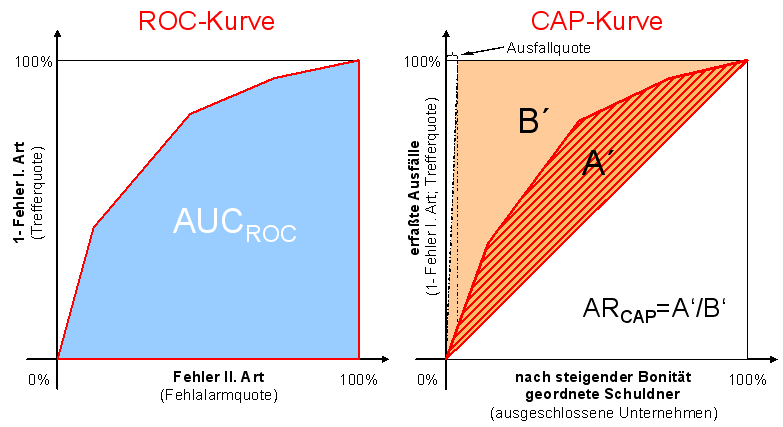
ROC- und CAP-Kurven

Die ROC-Kurve eines Verfahrens ergibt sich aus der Menge sämtlicher Kombinationen von Trefferquoten (100 % – Fehler II. Art) und „Fehlalarmquoten“ (Fehler I. Art), die ein Insolvenzprognoseverfahren bei Zugrundelegung verschiedener Trennwerte (cut-off scores), d. h. bei Überführung von kardinalen oder ordinalen in kategoriale Insolvenzprognosen, liefern kann. Bei einem „zu scharf gestellten“ Trennwert würden sämtliche Unternehmen als voraussichtlich insolvent prognostiziert (100 % Trefferquote (= 0 % Fehler II. Art); 100 % Fehlalarmquote (=100 % Fehler I. Art)), bei einem „zu lax eingestellten“ Trennwert, würde keines der Unternehmen als voraussichtlich insolvent prognostiziert (0 % Trefferquote; 0 % Fehlalarmquote). Auch zwischen diesen Extremfällen gibt es einen Ausgleich zwischen Treffer- und Fehlalarmquoten.
Die Qualität ordinaler Insolvenzprognosen zeigt sich gerade in der Art dieses Ausgleichs. Ein perfektes Prognoseverfahren müsste keinen einzigen Schuldner „zu Unrecht“ ausschließen, um 100 % aller Ausfälle zu erfassen (vertikaler Verlauf der ROC-Kurve von (0 %; 0 %) nach (0 %; 100 %)), eine anschließende Verschärfung des Trennwertes würde nur zu einer Erhöhung der Fehlalarmquote führen (horizontaler Verlauf der ROC-Kurve von (0 %; 100 %) nach (100 %; 100 %)). Die ROC-Kurve eines Ratingverfahrens hingegen, dessen Bewertungen rein zufällig erfolgten, würde entlang der Hauptdiagonalen  verlaufen – jeder Prozentpunkt bei der Verbesserung der Trefferquote müsste mit einem Prozentpunkt bei der Verschlechterung der Fehlalarmquote erkauft werden.
ROC-Kurven realer Insolvenzprognoseverfahren weisen eine konkave Form auf. Die Konkavität einer ROC-Kurve impliziert, dass die realisierten Ausfallraten mit besserer Bonität geringer werden, d. h., dass das zugrundeliegende Ratingsystem „semi-kalibriert“ ist.
CAP-Kurven resultieren aus der Anwendung eines gegenüber ROC-Kurven nur geringfügig modifizierten Konstruktionsprinzips. Auf der X-Achse werden hier nicht die „Fehlalarmquoten“ (Fehler II. Art) abgetragen, sondern der Anteil von Unternehmen, die vom Prognoseverfahren ausgeschlossen werden müssen – unabhängig davon, ob es sich um tatsächliche Ausfälle oder Nicht-Ausfälle handelt, um eine bestimmte „Trefferquote“ (100 %-Fehler I. Art) zu erzielen. Die CAP-Kurve eines perfekten Ratings verläuft ausgehend vom Punkt (0 %; 0 %) steil nach rechts oben – jedoch nicht vertikal, da mindestens PD% aller Unternehmen ausgeschlossen werden müssen, um alle Ausfälle zu erfassen (siehe die Grafik oben, rechts).

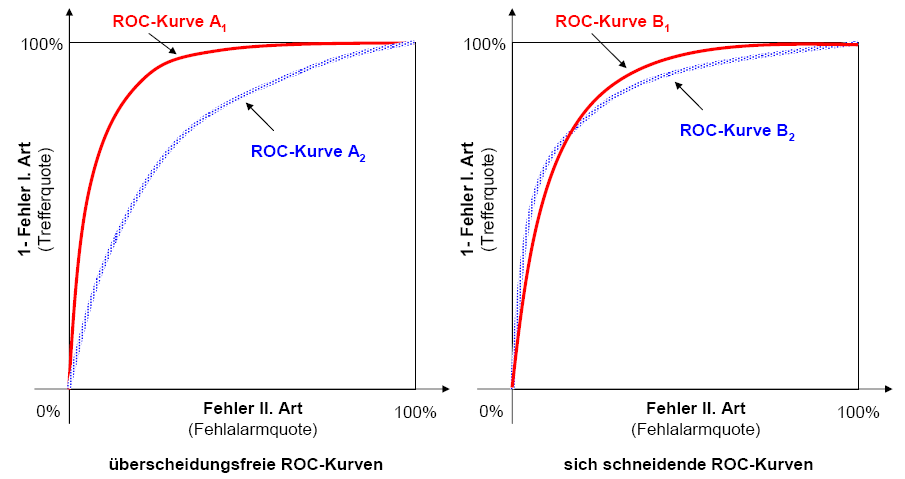
Überschneidungsfreie und sich schneidende ROC-Kurven

Liegt die ROC-/CAP-Kurve eines Verfahrens A1 bei Beurteilung der gleichen Unternehmen regelmäßig links oberhalb der ROC-/CAP-Kurve eines anderen Verfahrens A2, so liefert Verfahren A1 für jeden denkbaren Trennwert bessere Prognosen als Verfahren A2 (siehe die Grafik oben). Falls die relative Vorteilhaftigkeit eines Verfahrens nur von dessen relativer Schätzgüte abhinge, wäre Verfahren A1 damit Verfahren A2 stets vorzuziehen – unabhängig von individuellen Spezifika des Entscheidungsträgers, beispielsweise hinsichtlich seiner Kosten für Fehler I. und II. Art. Schneiden sich hingegen die ROC-Kurven zweier Verfahren B1 und B2 (siehe die Abbildung oben, rechts), so ist keines der beiden Verfahren dem anderen objektiv überlegen. Im gewählten Beispiel ist Verfahren B1 besser als B2 in der Lage, innerhalb der „guten Unternehmen“ zu differenzieren, während Verfahren B2 im Bereich der „schlechten Unternehmen“ eine höhere Trennschärfe aufweist. Ist der Entscheider nicht gezwungen, entweder nur das eine oder nur das andere Verfahren zu verwenden, kann er möglicherweise die Verfahren B1 und B2 so zu einem dritten Verfahren B3 kombinieren, dass dieses sowohl B1 als auch B2 überlegen ist. Gleiches gilt auch für die Verfahren A1 und A2: Obwohl A2 strikt von A1 dominiert wird, lässt sich aus der Kombination von A1 und A2 möglicherweise ein Verfahren A3 generieren, das nicht nur A2, sondern auch A1 überlegen ist. So ließ sich in empirischen Studien beispielsweise die Prognosequalität von ausschließlich kennzahlenbasierten Bankenratings durch die Einbeziehung von „weichen Faktoren“ verbessern, obwohl die Prognosegüte der kennzahlenbasierten Ratings besser war als die Prognosegüte der Softfaktorratings.
Neben grafischen Darstellungen werden für den praktischen Einsatz bei der Messung der Schätzgüte von Insolvenzprognosen auch Kennzahlen benötigt, um die in CAP- oder ROC-Kurven enthaltenen Informationen möglichst kompakt darzustellen. Als Mindestanforderung an eine derartige Kennzahl ist zu stellen, dass diese Kennzahl für alle ROC-Kurven definiert sein muss und dass, wenn die ROC-Kurve eines Verfahrens A1 links oberhalb der ROC-Kurve A2 liegt, das A1 zugehörige Gütemaß einen größeren Wert aufweisen muss als das A2 zugehörige Gütemaß.

## Quantitative Schätzgütebestimmung
Das üblicherweise im Zusammenhang mit ROC-Kurven verwendete Gütemaß ist der Inhalt der Fläche unter der ROC-Kurve (AUCROC):
Formel 1: {\displaystyle AUC_{ROC}=\int _{0}^{1}ROC(x)\,dx}
Die Fläche unter der ROC-Kurve entspricht der Wahrscheinlichkeit, mit der für zwei zufällig ausgewählte Individuen, wobei jeweils eines aus den Ausfall- und eines aus den Nicht-Ausfallunternehmen gezogen wurde, das Nicht-Ausfall-Unternehmen einen besseren Scorewert als das Ausfallunternehmen aufweist. Bei einem perfekten Ratingsystem beträgt AUC stets 100 %, bei einer rein zufälligen Scorevergabe (naives Ratingsystem) liegt der Erwartungswert für AUC bei 50 %. Um den Wertebereich des Gütemaßes auf das Intervall [-100 %; +100 %] anstelle [0 %; 100 %] zu skalieren und um „naive Prognosen“ mit einem Erwartungswert von 0 % anstelle von 50 % auszuweisen, wird auf Basis von {\displaystyle AUC_{ROC}} die Kenngröße Accuracy Ratio {\displaystyle (AR_{ROC})} wie folgt ermittelt:
Formel 2: {\displaystyle \textstyle \ AR_{ROC}=2*(AUC_{ROC}-0,5)}
Die Kenngröße AR lässt sich auch als ein Spezialfall anderer, gebräuchlicher ordinaler Kenngrößen
darstellen. Im Gegensatz zum Vorgehen bei ROC-Kurven ist es aber nicht üblich, die auf Basis von CAP-Kurven berechneten AUC-Maße auszuweisen. Üblich ist hier nur die gegenüber der ROC-Kurve leicht modifizierte Berechnung der CAP-Accuracy Ratio mit:
Formel 3: {\displaystyle \textstyle \ AR_{CAP}=A'/B'}
Formel 3b: {\displaystyle AR_{CAP}={\frac {2\cdot \int _{0}^{1}CAP(x)\,dx-1}{1-PD}}}
wobei A´ für die Fläche zwischen CAP-Kurve und Diagonale steht und B´ für die Fläche zwischen der Diagonale und der CAP-Kurve, die ein perfektes Ratingverfahren maximal erzielen könnte, siehe die rechte Grafik in obiger Abbildung. Es lässt sich zeigen, dass {\displaystyle AR_{ROC}} und {\displaystyle AR_{CAP}} identisch sind.
Für ein Ratingsystem mit g diskreten Klassen lässt sich das Integral ∫CAP(x)dx in je g drei- und rechteckige Teilflächen mit bekannten Seitenlängen zerlegen (siehe die folgende Abbildung). In der Abbildung wird der Flächeninhalt für jeweils eine rechteckige und eine dreieckige Fläche angegeben.
Formel 4:{\displaystyle \int _{0}^{1}CAP(x)\,dx=\sum _{i=1}^{g}{\Bigg (}{\frac {1}{2}}\cdot a_{i}\cdot {\Bigg (}a_{i}\cdot {\frac {PD_{i}}{PD}}{\Bigg )}+a_{i}\cdot {\Bigg (}\sum _{j=i+1}^{g}a_{j}\cdot {\frac {PD_{j}}{PD}}{\Bigg )}{\Bigg )}}
Legende
g...Anzahl der diskreten Ratingklassen,
aj...Anteil der Unternehmen in Ratingklasse j,
PDj...realisierte Ausfallhäufigkeit in Ratingklasse j,
PD...durchschnittliche Ausfallwahrscheinlichkeit

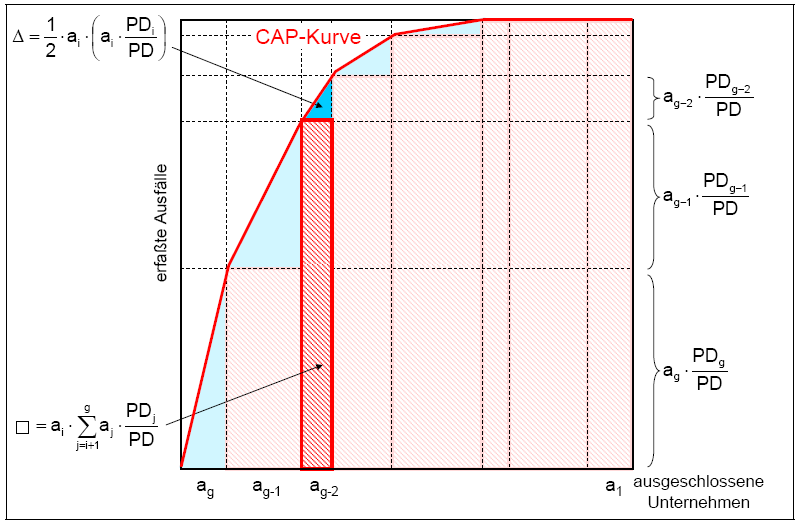
Vertikale Dekomposition der Fläche unter der CAP-Kurve, Quelle: Bemmann (2005, S. 22)

Durch Umstellen und Einsetzen in Formel 3b ergibt sich:
Formel 5:{\displaystyle AR_{CAP}={\frac {1-\sum _{i=1}^{g}a_{i}\cdot (kumPD_{i}+kumPD_{i-1})}{1-PD}}} mit
Formel 5b:{\displaystyle kumPD_{i}\equiv {\frac {\sum _{j=1}^{i}a_{j}\cdot PD_{j}}{PD}}}
wobei kumPDi für den Anteil der Ausfaller in den Ratingklassen 1..i an der Gesamtheit aller Ausfaller steht.
Die vorgestellten Gütemaße sind gleichermaßen für kontinuierliche Scores wie für Scores mit einer endlichen Anzahl möglicher Ausprägungen (Ratingklassen) definiert. Die Zusammenfassung kontinuierlicher Scores zu diskreten Ratingklassen ist mit nur mit geringfügigen Informationsverlusten verbunden, so dass die Qualität ordinaler Insolvenzprognosen allein anhand der relativen Häufigkeiten der einzelnen Ratingklassen sowie der Angaben zu den realisierten Ausfallquoten je Ratingklasse bestimmt werden kann. Diese Daten werden beispielsweise von den Ratingagenturen S&P und Moody’s veröffentlicht, sind aber auch für andere Ratingverfahren, beispielsweise den Bonitätsindex von Creditreform verfügbar.